# Colombia en la Copa de Oro de la Concacaf 2000
La Selección de Colombia fue uno de los 12 equipos participantes en la Copa de Oro de la Concacaf 2000, torneo que se llevó a cabo entre el 12 de febrero y el 27 de febrero de 2000 en Estados Unidos, siendo la primera vez que es invitada a un torneo de otra confederación, donde logró llegar a la final y salir subcampeón de dicho torneo.
La Selección de Colombia quedaría emparejada en el Grupo A junto con Honduras y Jamaica.

## Jugadores
El 1 de febrero de 2000 el técnico Luis Augusto García a través del sitio web oficial de la Federación Colombiana de Fútbol oficializó la lista definitiva que incluye a 22 futbolistas para disputar la Copa Oro de la Concacaf.
Luis Augusto "Chiqui" García tomaba las riendas de una selección que venía de ser goleada y eliminada del preolímpico de Brasil por 9-0 a manos del local en el famoso "Londrinazo". El siguiente objetivo era la Copa de Oro, a la cual Colombia fue invitado por la CONCACAF, todo por ser la próxima sede la Copa América.
Datos correspondientes a la situación previa al inicio del torneo.
| #     | Nombre                   | Posición            | Edad                | PJ Sel              | Gol Sel             | Club                   |
| ----- | ------------------------ | ------------------- | ------------------- | ------------------- | ------------------- | ---------------------- |
| 1     | Miguel Calero            | Arquero             | 31                  | 47                  | 0                   | Atlético Nacional      |
| 22    | Diego Gómez              | Arquero             | 21                  | 3                   | 0                   | América de Cali        |
| 12    | Juan Carlos Henao        | Arquero             | 30                  | 27                  | 0                   | Once Caldas            |
| 4     | Carlos Fernando Asprilla | Defensa             | 23                  | 11                  | 4                   | Independiente Medellín |
| 15    | Gerardo Bedoya           | Defensa             | 23                  | 5                   | 0                   | Deportivo Cali         |
| 3     | Roberto Carlos Cortés    | Defensa             | 25                  | 18                  | 0                   | Independiente Medellín |
| 19    | Arley Dinas              | Defensa             | 23                  | 11                  | 4                   | Deportes Tolima        |
| 13    | Iván López               | Defensa             | 23                  | 7                   | 0                   | Santa Fe               |
| 2     | Andrés Mosquera          | Defensa             | 24                  | 22                  | 1                   | Deportivo Cali         |
| 16    | Bonner Mosquera          | Defensa             | 26                  | 15                  | 1                   | Millonarios            |
| 6     | Jorge Bolaño             | Mediocampista       | 20                  | 8                   | 1                   | Parma FC               |
| 17    | Mayer Candelo            | Mediocampista       | 29                  | 4                   | 0                   | Deportivo Cali         |
| 7     | Héctor Hurtado           | Mediocampista       | 23                  | 5                   | 0                   | América de Cali        |
| 5     | Gonzalo Martínez         | Mediocampista       | 22                  | 6                   | 0                   | Deportes Tolima        |
| 8     | Frankie Oviedo           | Mediocampista       | 21                  | 0                   | 0                   | América de Cali        |
| 14    | John Wílmar Pérez        | Mediocampista       | 23                  | 7                   | 0                   | Columbus Crew          |
| 11    | Martín Zapata            | Mediocampista       | 26                  | 3                   | 1                   | Deportivo Cali         |
| 21    | Andrés Chitiva           | Mediocampista       | 29                  | 0                   | 0                   | Millonarios            |
| 10    | Faustino Asprilla        | Delantero           | 25                  | 8                   | 1                   | Palmeiras              |
| 20    | Víctor Bonilla           | Delantero           | 25                  | 16                  | 1                   | UD Salamanca           |
| 18    | Jairo Castillo           | Delantero           | 23                  | 11                  | 4                   | América de Cali        |
| 9     | Edwin Congo              | Delantero           | 30                  | 41                  | 6                   | Real Valladolid        |
| D. T. | Luis Augusto García      | Luis Augusto García | Luis Augusto García | Luis Augusto García | Luis Augusto García | Luis Augusto García    |

## Participación

### Grupo A
Su primer partido lo jugó el día 12 de febrero en Miami contra Jamaica con victoria de 1-0, luego contra Honduras el seleccionado colombiano perdió 2-0 con goles de Carlos Pavón al minuto 75' y Milton Núñez al minuto 79' el 16 de febrero en Miami; en cuartos de final jugó contra Estados Unidos el 19 de febrero en Miami cuyo partido empataron 2-2, y Colombia logró avanzar en la tanda de penaltis ganando por 2-1; en semifinales jugó contra Perú el 23 de febrero en San Diego, el seleccionado colombiano ganó 2-1 y de esta manera logra avanzar a la final; en la final jugó contra Canadá, la selección Colombia perdió 2-0 y terminó subcampeón de la Copa de Oro.
| Equipo   | Pts | PJ | PG | PE | PP | GF | GC | DIF |
| -------- | --- | -- | -- | -- | -- | -- | -- | --- |
| Honduras | 6   | 2  | 2  | 0  | 0  | 4  | 0  | 4   |
| Colombia | 3   | 2  | 1  | 0  | 1  | 1  | 2  | -1  |
| Jamaica  | 0   | 2  | 0  | 0  | 2  | 0  | 3  | -3  |

| 12 de febrero de 2000 | Colombia     | 1:0 (1:0) | Jamaica | Orange Bowl, Miami                                                |                                                                   |
|                       | Martínez 15' |           |         | Asistencia: 49.591 espectadores Árbitro(s): Felipe Ramos (México) | Asistencia: 49.591 espectadores Árbitro(s): Felipe Ramos (México) |

| 16 de febrero de 2000 | Honduras              | 2:0 (0:0) | Colombia | Orange Bowl, Miami                                                             |                                                                                |
|                       | Pavón 71' · Núñez 78' |           |          | Asistencia: 36.004 espectadores Árbitro(s): Ramesh Ramdhan (Trinidad y Tobago) | Asistencia: 36.004 espectadores Árbitro(s): Ramesh Ramdhan (Trinidad y Tobago) |

### Cuartos de final
Tras pasar como segundo del Grupo A, la selección se enfrentó el 19 de febrero de 2000 con el combinado de Estados Unidos que pasó como primero del Grupo B.
|  | Cuartos de final     | Cuartos de final   |        |                   | Semifinales        | Semifinales        |  |          | Final         | Final         |  |
|  | 19 y 20 de febrero   | 19 y 20 de febrero |        |                   | 23 y 24 de febrero | 23 y 24 de febrero |  |          | 27 de febrero | 27 de febrero |  |
|  |                      |                    |        |                   |                    |                    |  |          |               |               |  |
|  |                      |                    |        |                   |                    |                    |  |          |               |               |  |
|  | Estados Unidos       | 2                  |        |                   |                    |                    |  |          |               |               |  |
|  | Estados Unidos       | 2                  |        |                   |                    |                    |  |          |               |               |  |
|  | Colombia (1-2, pen.) | 2                  |        |                   |                    |                    |  |          |               |               |  |
|  | Colombia (1-2, pen.) | 2                  |        | Colombia          | 2                  |                    |  |          |               |               |  |
|  |                      |                    |        | Colombia          | 2                  |                    |  |          |               |               |  |
|  |                      |                    | Perú   | 1                 |                    |                    |  |          |               |               |  |
|  | Perú                 | 5                  | Perú   | 1                 |                    |                    |  |          |               |               |  |
|  | Perú                 | 5                  |        |                   |                    |                    |  |          |               |               |  |
|  | Honduras             | 3                  |        |                   |                    |                    |  |          |               |               |  |
|  | Honduras             | 3                  |        |                   |                    |                    |  | Colombia | 0             |               |  |
|  |                      |                    |        |                   |                    |                    |  | Colombia | 0             |               |  |
|  |                      |                    | Canadá | 2                 |                    |                    |  |          |               |               |  |
|  | Trinidad y Tobago    | 2                  | Canadá | 2                 |                    |                    |  |          |               |               |  |
|  | Trinidad y Tobago    | 2                  |        |                   |                    |                    |  |          |               |               |  |
|  | Costa Rica           | 1                  |        |                   |                    |                    |  |          |               |               |  |
|  | Costa Rica           | 1                  |        | Trinidad y Tobago | 0                  |                    |  |          |               |               |  |
|  |                      |                    |        | Trinidad y Tobago | 0                  |                    |  |          |               |               |  |
|  |                      |                    | Canadá | 1                 |                    |                    |  |          |               |               |  |
|  | México               | 1                  | Canadá | 1                 |                    |                    |  |          |               |               |  |
|  | México               | 1                  |        |                   |                    |                    |  |          |               |               |  |
|  | Canadá               | 2                  |        |                   |                    |                    |  |          |               |               |  |
|  | Canadá               | 2                  |        |                   |                    |                    |  |          |               |               |  |
|  |                      |                    |        |                   |                    |                    |  |          |               |               |  |

| 19 de febrero de 2000 | Estados Unidos          | 2:2 (1:1, 2:2) | Colombia                  | Orange Bowl, Miami                                                    |                                                                       |
|                       | McBride 20' · Armas 51' |                | Asprilla 24' · Bedoya 81' | Asistencia: 32.972 espectadores Árbitro(s): Carlos Batres (Guatemala) | Asistencia: 32.972 espectadores Árbitro(s): Carlos Batres (Guatemala) |

| Definición por penales |                  |     |                  |          |
| Wynalda                | Fallo de penal   | 0:0 | Fallo de penal   | Pérez    |
| Reyna                  | Fallo de penal   | 0:1 | Acierto de penal | Martínez |
| Lewis                  | Acierto de penal | 1:1 | Fallo de penal   | Candelo  |
| Armas                  | Fallo de penal   | 1:2 | Acierto de penal | Mosquera |
| Olsen                  | Fallo de penal   | 1:2 |                  |          |

### Semifinal
Tras los cuartos de final en donde Colombia vencería a Estados Unidos por 2-1 en la tanda de penales, el rival del seleccionado tricolor en las semifinales del torneo sería Perú. El equipo dirigido por el colombiano Francisco Maturana clasificaría a semifinales luego de dar la sorpresa derrotando en cuartos a Selección hondureña por 5-3. En los 90 minutos, el equipo colombiano superó a los peruanos por 2-1 y consiguió el pase a la Final.
| 23 de febrero de 2000 | Colombia                         | 2:1 (1:0) | Perú         | Qualcomm Stadium, San Diego                                               |                                                                           |
|                       | Salazar 39' (a.g.) · Bonilla 53' |           | Palacios 75' | Asistencia: 3.402 espectadores Árbitro(s): Rafael Rodríguez (El Salvador) | Asistencia: 3.402 espectadores Árbitro(s): Rafael Rodríguez (El Salvador) |

### Final
Después de vencer en semifinales a Perú por 2-1, Colombia avanzaría a la Final para enfrentarse al Seleccionado canadiense dirigido por el alemán Holger Osieck, que en semifinales venía de eliminar a Trinidad y Tobago por 1-0 y se metía por primera vez en su historia a una final de Copa de Oro de la Concacaf. En el partido, Colombia se consagraría subcampeón luego de que perdiera en los 90 minutos con Canadá por 2-0 con goles de Jason deVos en el minuto 45 y Carlo Corazzin de penalti al minuto 67.
| 27 de febrero de 2000 | Canadá                          | 2:0 (1:0) | Colombia | Memorial Coliseum, Los Ángeles                                        |                                                                       |
|                       | deVos 45' · Corazzin 67' (pen.) |           |          | Asistencia: 7.000 espectadores Árbitro(s): Peter Pendergast (Jamaica) | Asistencia: 7.000 espectadores Árbitro(s): Peter Pendergast (Jamaica) |

| Canadá                        |
| Campeón Canadá Segundo título |

## Goleadores
| Jugador           | Goles anotados | Asis. | PJ |   |
| Gonzalo Martínez  | 1              | -     | -  | - |
| Faustino Asprilla | 1              | -     | -  | - |
| Gerardo Bedoya    | 1              | -     | -  | - |
| Víctor Bonilla    | 1              | -     | -  | - |
| ----------------- | -------------- | ----- | -- | - |

## Uniforme
Colombia en esta Copa de Oro usó el uniforme Reebok, conforme al convenio firmado entre la Federación Colombiana de Fútbol y la multinacional inglesa en 1998 para vestir a la selección por cuatro años.
El uniforme titular mantiene el clásico tricolor de la Bandera de Colombia. El cuello es amarillo y azul, las mangas tienen bordes de amarillo y azul, la pantaloneta es azul y las medias son rojas. La camiseta alternativa es azul oscuro, pantaloneta  y medias blancas.
| Predecesor: Ninguno | Colombia en la Copa de Oro de la Concacaf Estados Unidos 2000 | Sucesor: Estados Unidos y México 2003 |

- Datos: Q25405784